# Caularthron bicornutum
Caularthron bicornutum är en orkidéart som först beskrevs av William Jackson Hooker, och fick sitt nu gällande namn av Constantine Samuel Rafinesque. Caularthron bicornutum ingår i släktet Caularthron och familjen orkidéer. Inga underarter finns listade i Catalogue of Life.

## Bildgalleri

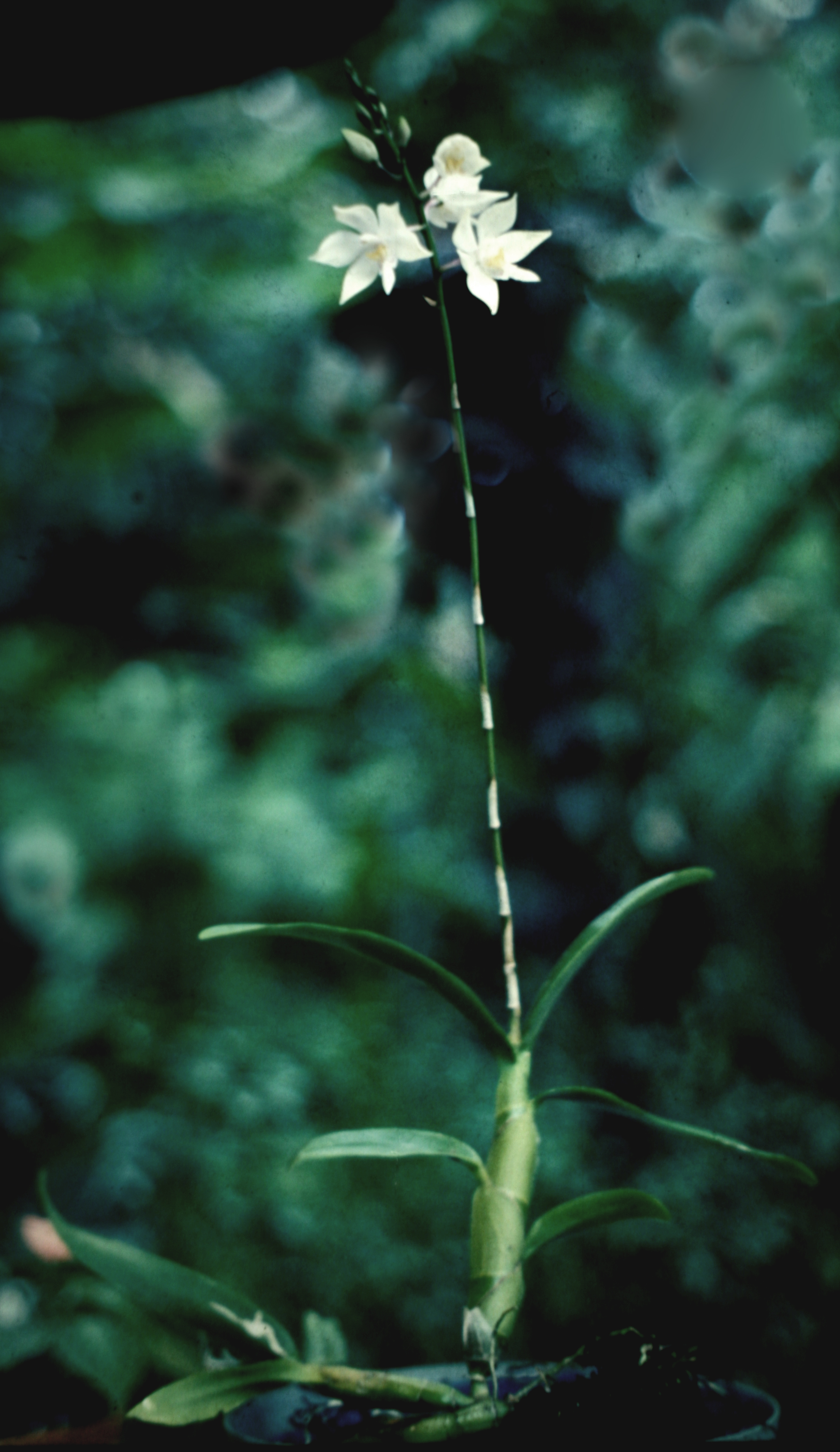
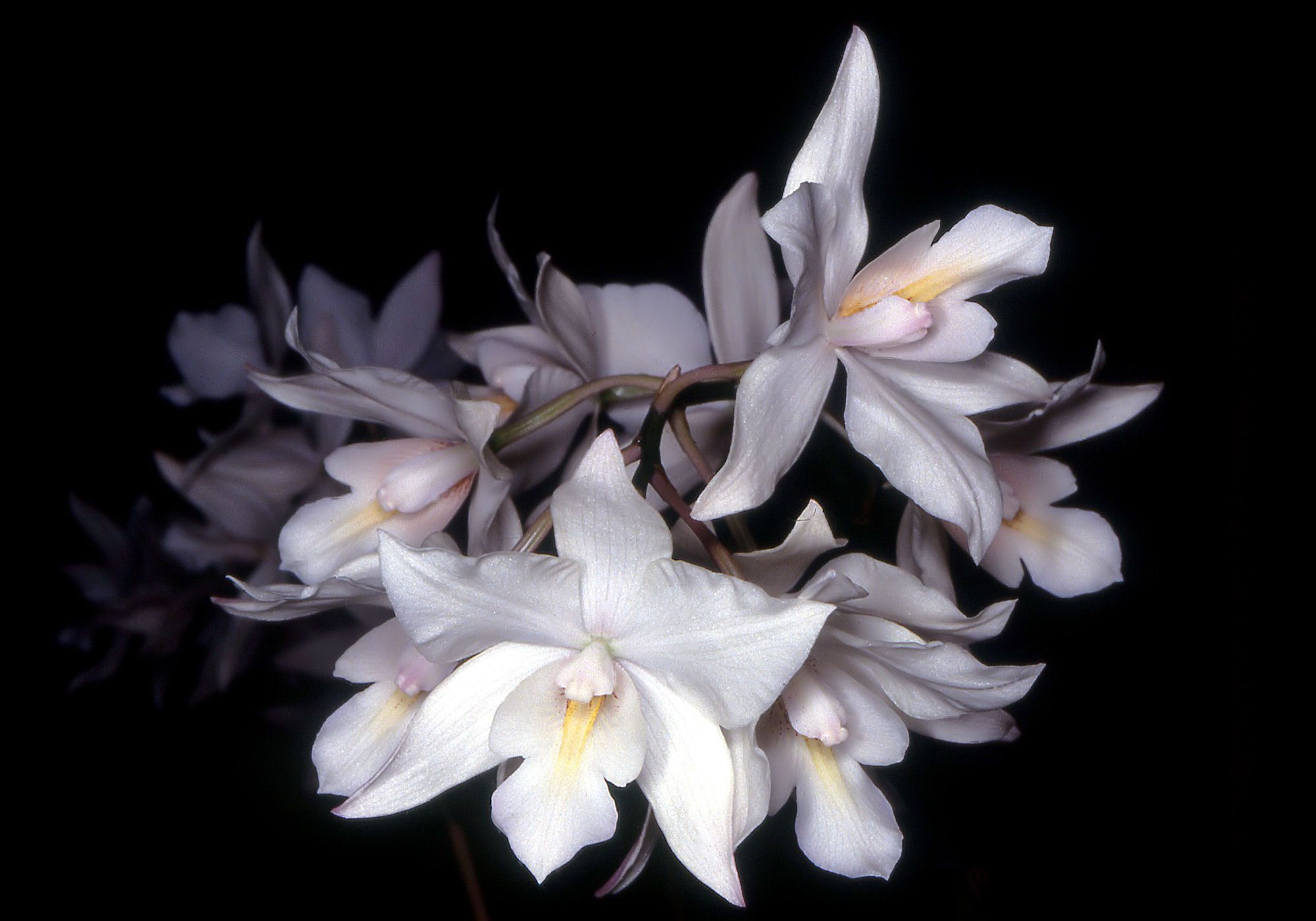
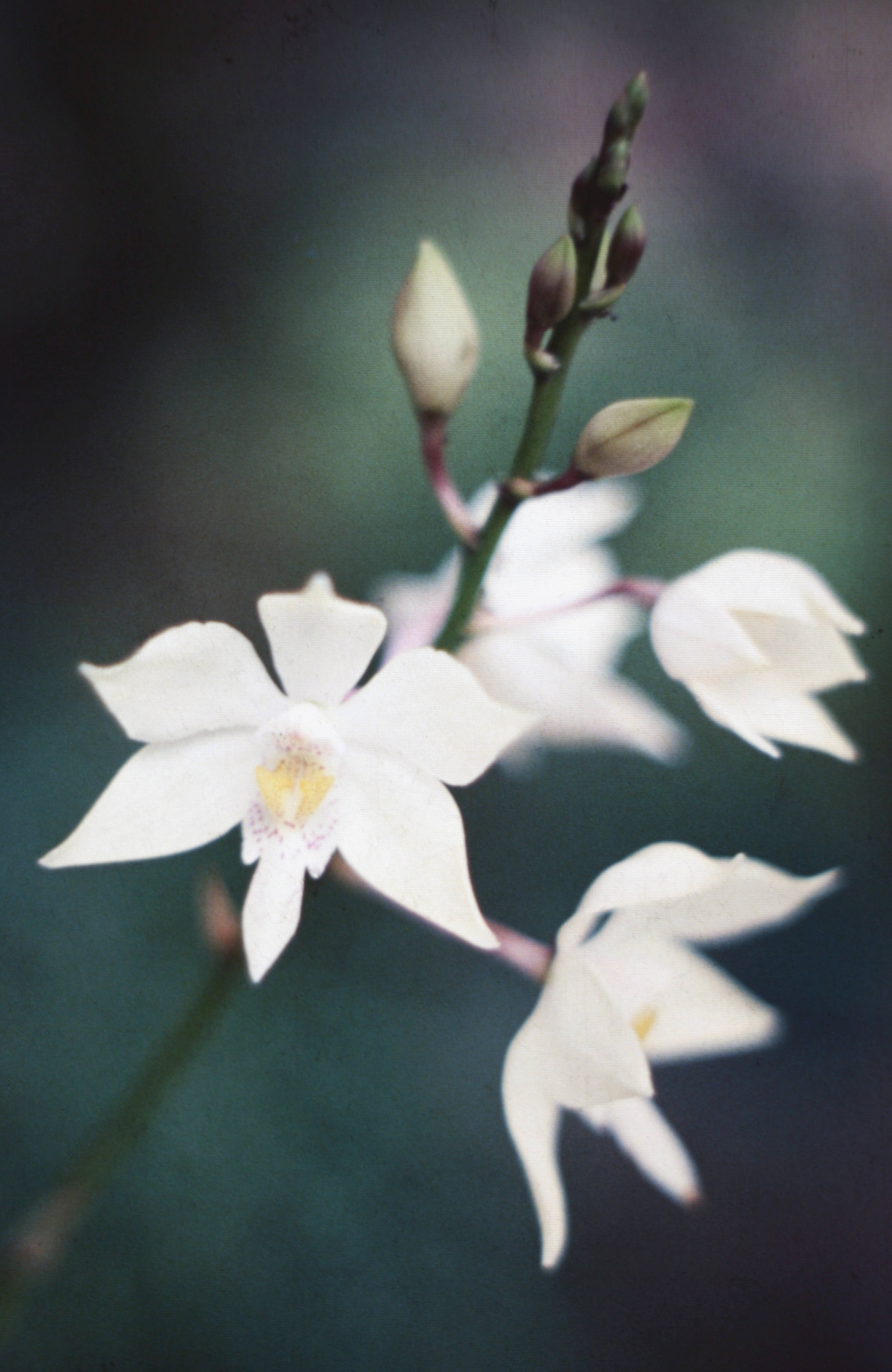
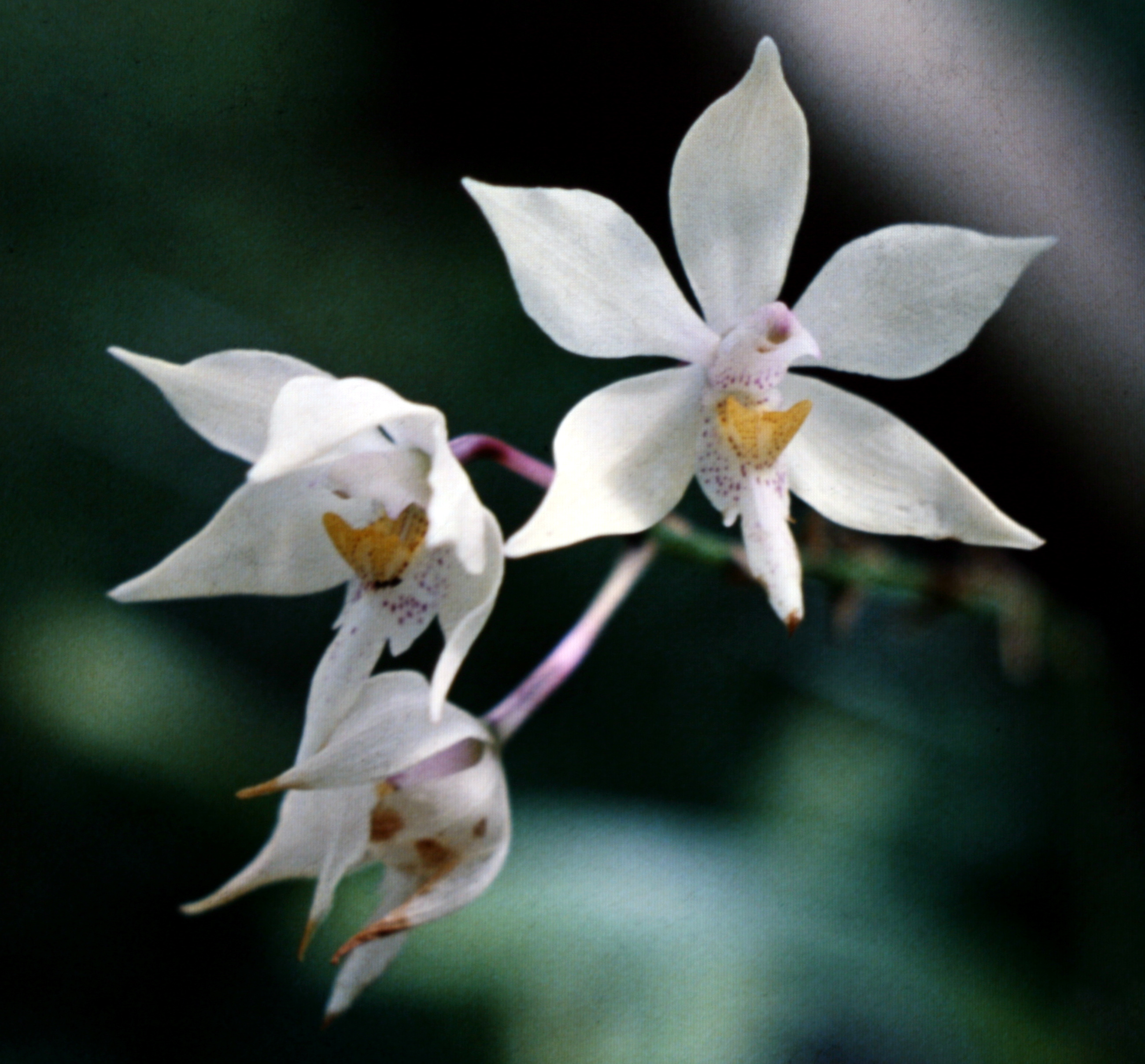
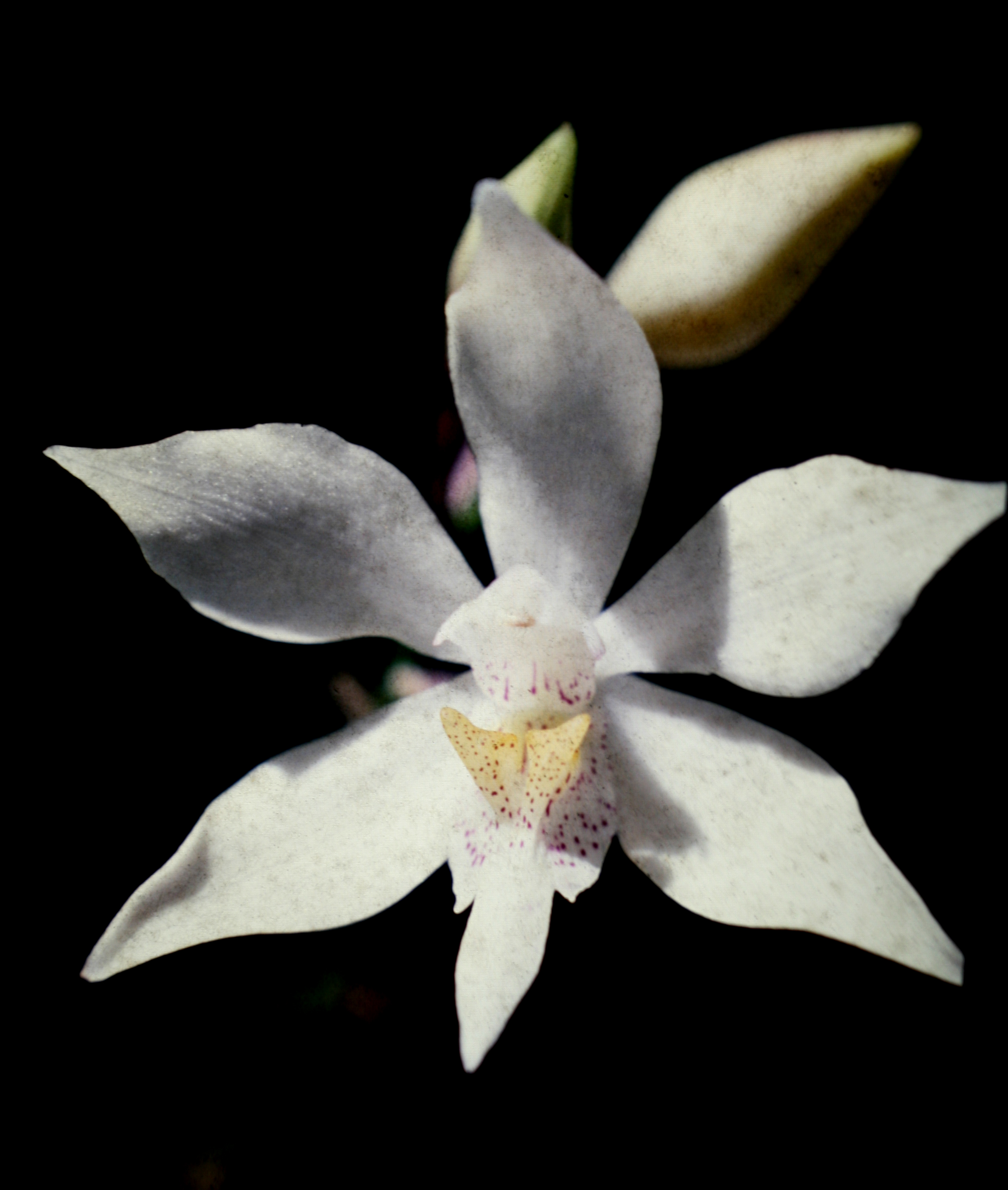
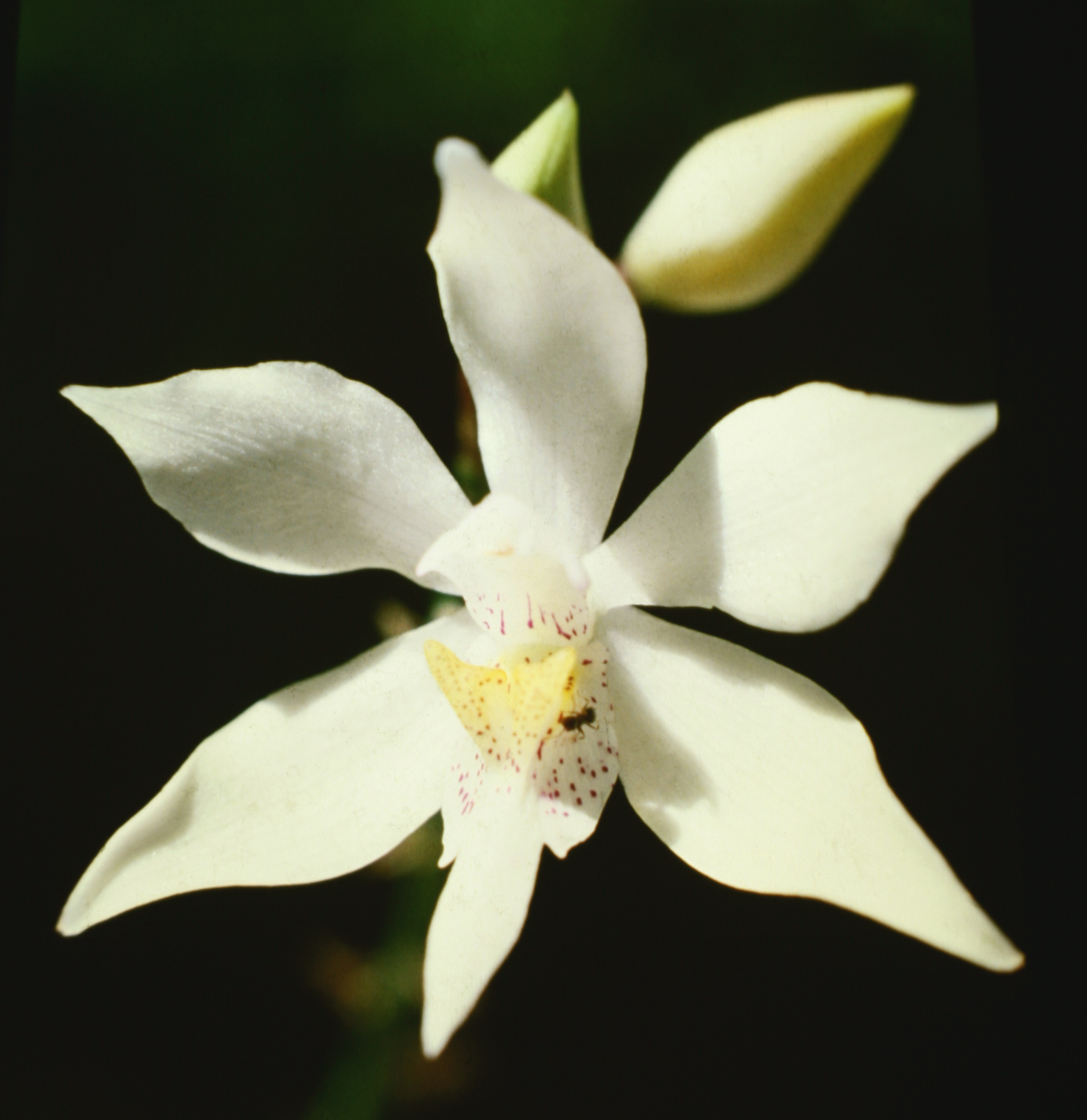